# Artocarpus hirsutus
Espèce
Statut de conservation UICN

 LC  : Préoccupation mineure
Artocarpus hirsutus est une espèce de plantes à fleurs de la famille des Moraceae. Il est communément dénommé wild jack. C'est une espèce d'arbre tropical à feuilles persistantes originaire de l'Inde, principalement du Kerala, mais aussi du Karnataka, du Maharashtra et du Tamil Nadu, où il pousse dans des forêts humides, à feuilles caduques ou partiellement à feuilles persistantes.

## Description
Artocarpus hirsutus est un arbre à canopée qui peut atteindre une hauteur de 35 m et a une circonférence d'environ 4,5 m. Les feuilles de cet arbre sont simples et la phyllotaxie est alternée. La forme peut être décrite comme elliptique ou ovale avec une taille 10-25 c × 5-14 cm. Lorsqu'elle est jeune, elle est densément hirsute en dessous. L'apex de la feuille est subaigu ou brièvement acuminé, la base est arrondie ou subaiguë, et les marges sont ondulées; dix à douze paires de nervures secondaires sont visibles et la longueur du pétiole est d'environ 1,5-3 cm,. Les feuilles d'Artocarpus hirsutus simples et alternes suintent du latex si elles sont brisées.
Ses fleurs sont unisexuées, les inflorescences sont axillaires et les fruits multiples  très sucrés, prenant une teinte orange lorsqu'ils sont mûrs.

## Répartition et habitat
Artocarpus hirsutus a pour aire de répartition le Sud Ouest de l'Inde et l'Ouest du Sri Lanka,. C'est un arbre qui pousse principalement dans le biome tropical humide. Il se développe à des altitudes allant du niveau de la mer à environ 1 000 dans des endroits où les précipitations annuelles sont de 1 500 mm ou plus. L'espèce est endémique des Ghâts occidentaux où elle se trouve dans les forêts tropicales à feuilles persistantes C'est un arbre commun dans les forêts à feuilles persistantes et semi-vertes du sud du Maharashtra jusqu'à Kanyakumari.

## Utilisations
Il est récolté pour son bois. Le fruit mûr de A. hirsutus est consommé après avoir enlevé la peau extérieure épineuse. La structure du fruit est similaire à celle du fruit du jacquier, qui est beaucoup plus gros. Les graines sont également comestibles, généralement frites en guise d'en-cas.
L'« Artocarpus hirsutus » est apprécié pour son bois durable dont la qualité est comparable à celle du teck. Ce bois était largement utilisé dans la construction de plafonds, de cadres de portes et de meubles dans les bâtiments anciens, en particulier au Kerala. Les célèbres « bateaux-serpents » du Kerala sont souvent taillés dans le bois d'Anjili 140 tonnes de bois d'A. hisutus provenant du Kerala ont été utilisées pour le navire Sohar de Tim Severin, qui a voyagé de Muscat à Canton en 1980-81.

## Maladies
Les maladies importantes d'Artocarpus hirsutus  signalées dans le sud de l'Inde (État du Kerala) sont la maladie rose (Corticium salmonicolor) et « taches foliaires à Macrophomina » (Macrophomina phaseolina).

## Culture
Cet arbre, appelé localement anjili au Kerala, est utilisé pour fabriquer le Palliyodam, un type de grand bateau construit et utilisé par le Aranmula Parthasarathy Temple au Kerala pour les processions nautiques annuelles de l'Aranmula Boat Race de Uthrattathi Jalamela et de Valla Sadhya.

## Galerie

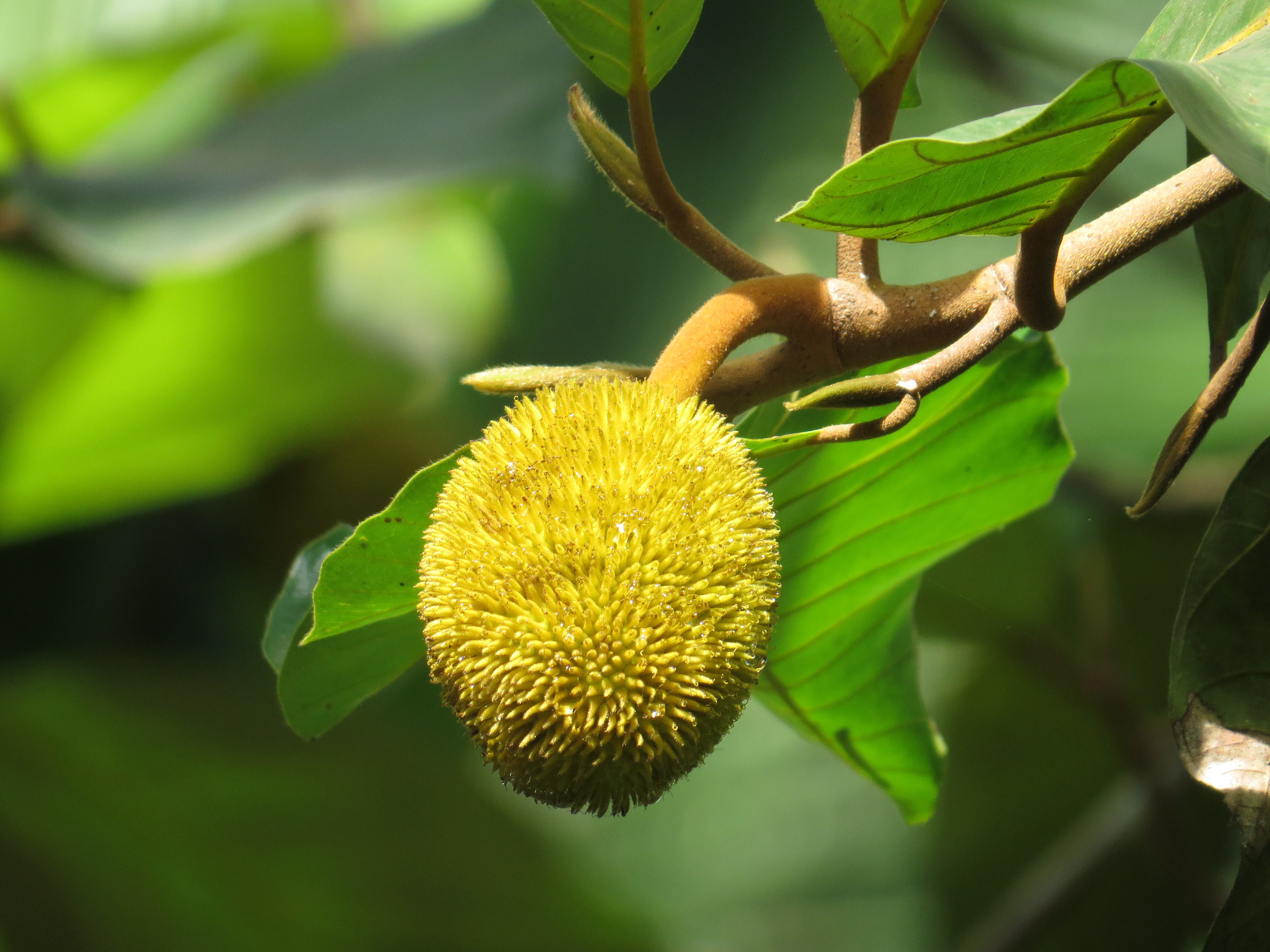
Fruits non mûrs
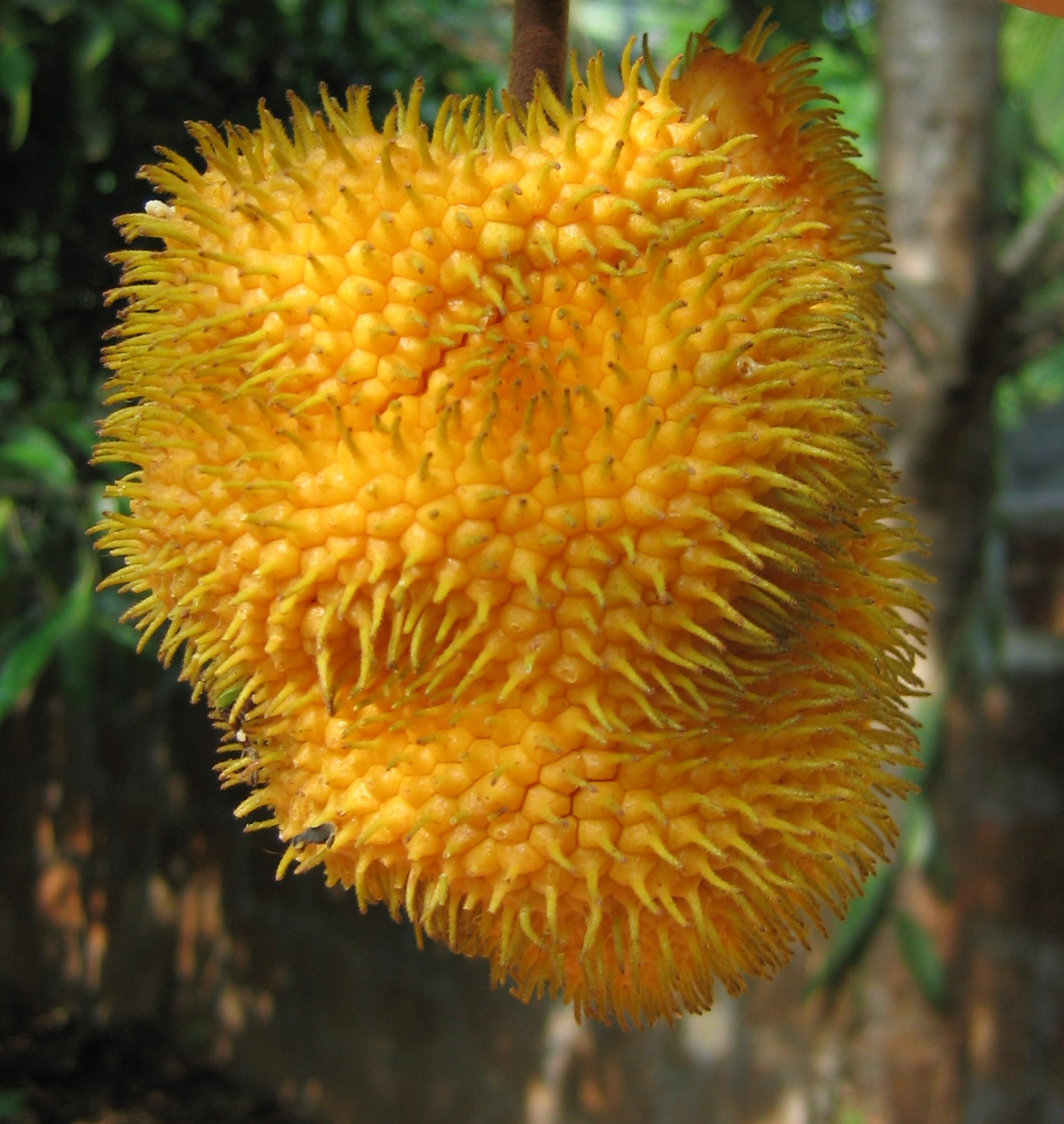
Fruits mûrs
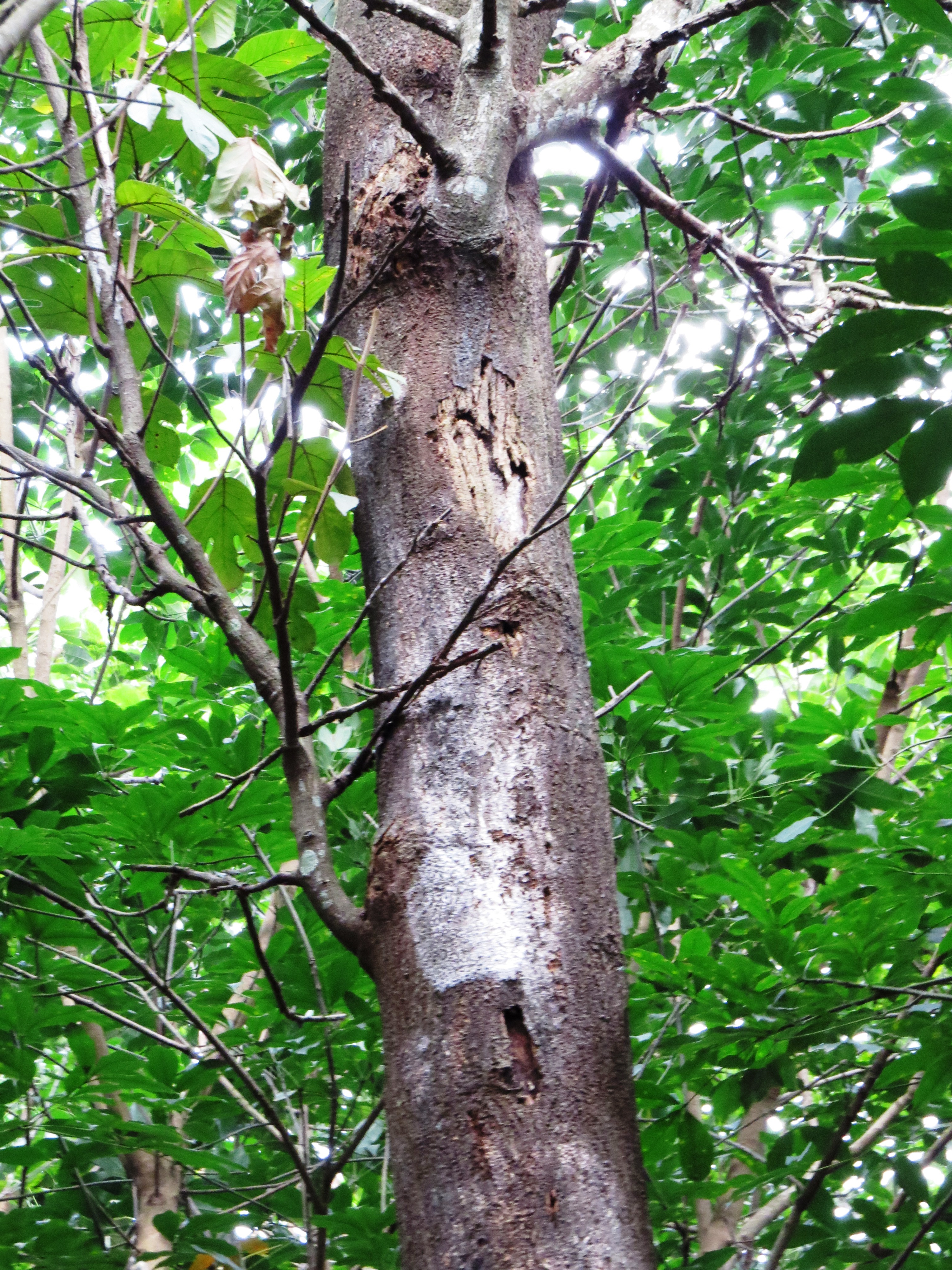
Tronc avec infection fongique

## Systématique
Le nom correct complet (avec auteur) de ce taxon est Artocarpus hirsutus Lam..
Artocarpus hirsutus a pour synonymes :
- Artocarpus pubescens Willd.
- Saccus hirsutus (Lam.) Kuntze

### Étymologie
Le nom scientifique Artocarpus, attesté dans la nomenclature de Carl von Linné, est composé du grec artos (άρτος) « pain » et de karpos (καρπός) « fruit », cela signifie : le fruit à pain, riche en amidon, doué des propriétés alimentaires du pain. L'épithète hirsutus signifie « hérissé ». La signification globale est donc : « l'arbre à pain velu »".